# Linea bilanciata
La linea bilanciata (o simmetrica o differenziale) è una particolare linea di trasmissione ad alta immunità ai disturbi e alle interferenze elettromagnetiche esterne, usata per il trasporto di piccoli segnali su tratte molto lunghe, come le linee microfòniche o le linee telefoniche, o per quelle tratte costituite da molte altre linee adiacenti. È una evoluzione della normale linea (non-bilanciata), detta anche "linea sbilanciata".   

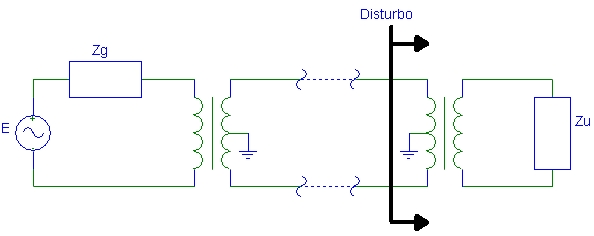
Modello di linea bilanciata

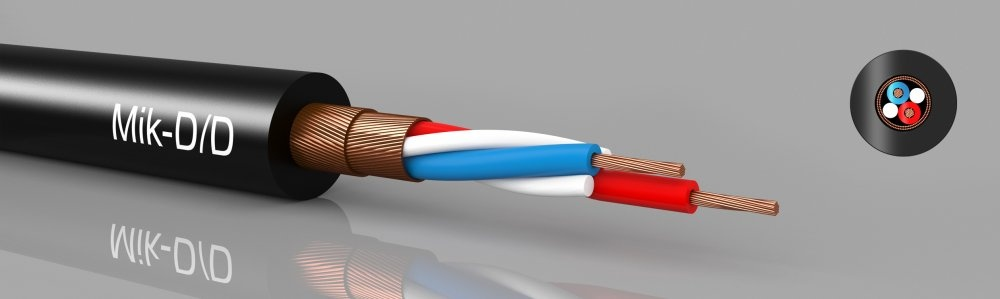
Cavo di linea bilanciata

La linea bilanciata è costituita da (almeno) tre conduttori e formata da due linee parallele che trasportano lo stesso segnale in opposizione di fase; quindi, necessita di particolari trasformatori di uscita (in grado di sdoppiare il segnale su due linee con fase invertita) e trasformatori di ingresso (in grado di sommare il segnale in arrivo), per eliminare l'eventuale rumore assorbito durante il trasporto sulla linea, operando la cancellazione di fase. Uno dei tre conduttori è il comune ad entrambe le linee a fase opposta, ed è generalmente connesso sia alla massa del apparecchio che alla messa a terra dell'impianto elettrico locale, quindi risulta spesso usato come schermatura della linea stessa, composta solitamente da una calza esterna di fili in rame intrecciati (flessibili), che ricopre e avvolge i due conduttori interni twistati della linea.  

## Linea pareggiata
A volte il termine "linea bilanciata" può essere riferita anche ad una linea pareggiata (matched ), ovvero bilanciata in impedenza (Z), dove il valore elettrico in ohm (Ω) è uguale per l’ingresso, l’uscita e la linea di trasmissione stessa; e questo sistema di circuito, serve per trasferire sul carico, tutta la potenza disponibile in output, col miglior rendimento possibile. Il sistema matched, è nella pratica tutt’oggi utilizzato con i trasformatori e gli adattatori d'impedenza, nei trasferimenti di potenza da rete elettrica civile e industriale, negli amplificatori valvolari in genere, nella diffusione sonora con linee da 70 o 100 V (centri commerciali, fiere, ecc), e soprattutto nelle linee di trasmissione dei segnali audio digitali (telefonia, TV, via cavo, ecc).   

## Principio di funzionamento

Trasmissione differenziale

Il bilanciamento della linea può avvenire utilizzando particolari trasformatori elettrici, oppure una particolare configurazione di amplificatori differenziali (come in figura a fianco). Ovviamente, ogni linea di trasmissione necessita di due dispositivi, uno per l'uscita del segnale dall'apparecchio sorgente, ed uno per l'ingresso dell'apparecchio ricevente, dall'altra parte della tratta. Il segnale in uscita (internamente trattato su linea sbilanciata), viene applicato all'ingresso del trasformatore e sdoppiato su due linee in uscita (la linea bilanciata), ognuna con polarità inversa dall'altra, per essere "spedito"; al termine della tratta, il segnale viene "sommato" nel circuito analogo di ingresso, così da annullare automaticamente eventuali componenti di rumore assorbito sulla linea di trasmissione, per l'effetto della cancellazione di fase: i disturbi di modo comune, che percorrono i due conduttori nello stesso verso, durante la somma danno origine a due flussi uguali ma di segno opposto (in opposizione di fase) che tenderanno a cancellarsi. Allo stesso modo, anche un amplificatore differenziale (costituito in genere con amplificatori operazionali), amplificando la differenza tra i due segnali, raggiunge lo stesso scopo di cancellazione del rumore da disturbi interferiti sulla linea di trasmissione.  
In teoria, il circuito di bilanciamento dovrebbe ottenere la totale eliminazione dei disturbi assorbiti nel trasporto, ma nella pratica ciò non avviene mai del tutto, a causa dell'imperfetta simmetria dei circuiti reali di bilanciamento/sbilanciamento. Tuttavia, queste linee sono in grado di ottenere una fortissima attenuazione dei disturbi, più che sufficiente per i casi pratici e molto adatti anche ai segnali audio.

## Audio
Nel campo dell'audio professionale si impiegano quasi esclusivamente linee bilanciate, poiché riducono fortemente la captazione di disturbi sia dovuti alla lunghezza delle linee che alle fonti di disturbi a cui possono essere soggette, primi fra tutti i regolatori (o dimmer) delle luci a incandescenza nei concerti all'aperto e nelle sale da concerto, nei teatri e negli studi televisivi. Con i corpi illuminanti a LED la situazione è decisamente migliorata, poiché i regolatori sono integrati negli stessi corpi illuminanti, ma disturbi possono comunque propagarsi e irradiarsi dai cavi elettrici che li alimentano. Inoltre, nei mixer entrano molti segnali che vengono miscelati, cioè sommati, e anche i disturbi captati dalle altrettante linee si sommano.  

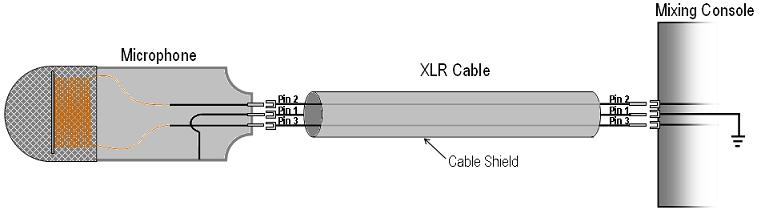
Schema XLR per microfoni

Le linee bilanciate vengono usate soprattutto per collegare le sorgenti distanti dal mixer, come gli amplificatori finali e i microfoni, più soggetti ai rumori della linea (talvolta fornendo anche l'alimentazione phantom, tramite lo stesso cavo). Ma vengono usate anche per tutte le altre strumentazioni cosiddette professionali, con ingressi e uscite bilanciate, e non solo per i segnali analogici, ma anche per i segnali digitali AES/EBU. Per gli impianti audio di "livello domestico" (Hi-Fi), si usano più spesso le linee normali, cosiddette sbilanciate e con connessioni di tipo RCA, ovvero linee di segnale con cavo coassiale a due conduttori (centrale e schermo), per tratte non superiori a 5 m.  

Femmina e maschio di connessione XLR Cannon

I connettori bilanciati sono a tre poli e standardizzati da decenni, dove c'è il tipo XLR (anche detto Cannon, dal nome del primo produttore) e il tipo a jack TRS (Tip, Ring e Sleeve, rispettivamente, contatto di Punta, Anello e Manicotto) di derivazione telefonica. Per le linee sbilanciate si usano invece i connettori a due contatti, solitamente di tipo RCA (coassiale), oppure il tipo a jack TS (2 poli tramite Tip e Sleeve). È da notare che, cortocircuitando il polo freddo di una linea bilanciata, alla massa si ottiene in teoria una linea sbilanciata costituita dal polo caldo e la massa. Ma questo è il modo sbagliato per sbilanciare una linea bilanciata, che non può più lavorare come deve e che usa un cavo inadatto ai segnali sbilanciati (fattura e impedenze differenti). Per sbilanciare correttamente una linea bilanciata, è preferibile utilizzare uno strumento apposito, detto "balun" (o D-I Box ). Tuttavia, è di uso molto comune, anche in campo professionale, collegare diversi tipi di apparecchiature tra di loro (bilanciate e sbilanciate), in modo incorretto senza usare i dispositivi adatti. Inoltre, a dispetto della teoria delle linee di trasmissione, ed incuranti delle relative conseguenze di un errato utilizzo, nella pratica dei trattamenti del segnale audio, in ambiente musicale, i tipici cavi impiegati nelle linee bilanciate a tre poli (a 2 conduttori + 1 per schermatura) talvolta vengono usati anche per trasportare un segnale stereofonico, con i due conduttori centrali come i poli caldi di due linee sbilanciate (canale destro e sinistro) e con lo schermo come il comune di massa per entrambi (e spesso riferito alla messa a terra); oppure, anche per trasferire un segnale in modo bidirezionale (in-out) sullo stesso cavo, utilizzandone uno bilanciato come due linee sbilanciate (ingresso e uscita): caso comune, l'insert degli effetti (reverberi, compressori, equializzatori, ecc) sui mixer, che essendo posizionati abbastanza vicini, captano pochi disturbi.

### Livelli audio
Secondo gli standard globali per la trasmissione di segnali audio digitali, le linee bilanciate (AES/EBU) presentano una impedenza caratteristica (Z) con valori di 110 Ω e segnali a 2÷7 Vpp; mentre le linee normali o non-bilanciate (Coax S/P-DIF), a due conduttori conformati in modalità coassiale (tipo cavo RF, vedi IEC 60169), presentano una Z di 75 Ω e segnali a 1÷3,5 Vpp. Da questo contesto dell'audio digitale (codici, copyright, metadati, etc), derivano le definizioni “professional” e “consumer”, dove l’interfaccia bilanciata (AES/EBU) con segnali a più alto livello è considerata quella professional, mentre quella normale (S/P-DIF) con livello più basso (circa la metà o 6 dB di differenza) viene considerata consumer . Tuttavia, questo non autorizza nessuno a definire consumer , gli apparecchi che presentano le sole connessioni analogiche unbalanced (RCA), perlopiù quando questa distinzione viene fatta senza alcuna cognizione di causa. 
Le linee audio analogiche vengono conformate utilizzando gli stessi connettori, cavi e tipologie dei circuiti usati per il digitale, ma i valori Z di interfaccia, variano di molto: Z Out = da 10 Ω a 5 kΩ e Z In = da 150 Ω a 1 MΩ, rendendo difficile trovare uno standard netto come sul digitale. In più, negli scambi incorretti tra linee bilanciate e sbilanciate analogiche, è sovente perdere almeno 6 dB di segnale utile (rispetto al rumore di fondo), e finanche 12 dB, a causa dei disadattamenti di impedenza o dei malfunzionamenti dei circuiti bilanciati che son stati sbilanciati. La teoria della trasmissione su linea bilanciata analogica, vede il segnale sorgente essere bilanciato per poter uscire sulla linea, percorrerla, ed entrare nel apparecchio ricevente, dove sarà ritrasformato nuovamente in un segnale normale; e il tutto dovrebbe svolgersi con gain = 0 dB (1:1), con nessuna perdita o nessun guadagno, ma nella pratica, mancando uno standard assoluto per i circuiti "bilanciato-sbilanciato", che spesso presentano una diversa funzione di guadagno (±6 dB) tra gli apparecchi, è possibile dover correggere il gain, fino a un livello di 12 dB, per equilibrare le differenze d’interfaccia. Per sopperire a tutti questi squilibri, sugli apparecchi che trattano l'audio in varie forme anche miste, con linee bilanciate e sbilanciate, solitamente si usano due livelli nominali, sia sui potenziometri di guadagno del canale (gain), che su prese diversificate o tramite selettori di livello, indicanti +4 dBu e -10 dBV. Viene indicato come +4 dBu (pari a circa 1,23 V efficaci) il livello nominale del segnale analogico, per i programmi sonori trasferiti tramite le linee bilanciate, e come -10 dBV (pari a 0,316 Veff) il livello nominale 12 dB inferiore; ora, quest'ultimo viene spesso attribuito erroneamente alle linee sbilanciate degli impianti "domestici", nonostante non ci sia una congruenza con la realtà, in quanto sono semplicemente due standard differenti, di livello audio, il primo per i segnali di linea e il secondo spesso usato per i segnali microfonici.  

## Video
I segnali video vengono di solito trasportati da cavi coassiali con connettori BNC o RCA. Si tratta quindi di linee sbilanciate.

## Telefonia
Un doppino telefonico è composto da una coppia bilanciata e non schermata.